# Amorfní jazyk
Amorfní jazyk je v typologické klasifikaci jazyků jazyk, ve kterém je každé slovo tvořeno jediným morfémem (tj. poměr morfémů na slovo je 1:1) a který nemá žádné ohýbání slov (vůbec nepoužívá flektivní morfologii). V extrémním případě je každé slovo tvořeno jediným morfémem. K rozšířeným izolačním jazykům patří jorubština v západní Africe a vietnamština (zvláště její hovorový styl) v jihovýchodní Asii.
Amorfním jazykům se blíží analytické jazyky, které pro vyjádření gramatických funkcí používají minimální nebo žádnou flektivní morfologii. Protože izolační a analytické jazyky mají k sobě blízko, jsou oba termíny často zaměňovány. Analytické jazyky jako například angličtina však mohou stále obsahovat vícemorfémová slova částečně díky přítomnosti derivačních morfémů.
Izolační jazyky tvoří protiklad k syntetickým jazykům, v nichž se slovo často skládá z více morfémů. V této lingvistické klasifikaci se jazyky dále dělí na flektivní (anglicky fusional), aglutinační a polysyntetické, podle toho, jakým způsobem kombinují jednotlivé morfémy.

## Vysvětlení
Ačkoli jazyky byly historicky rozděleny do tří základních typů (izolační, flektivní, aglutinační), tradiční morfologické typy lze klasifikovat dvěma různými parametry:
- poměr morfémů na slovo (kolika morfémy je tvořeno slovo)
- stupeň fúze mezi morfémy (jak oddělitelné flektivní morfémy slova jsou reprezentovány podle jednotek významu)

O jazyku říkáme, že je více izolační než jiný, pokud má nižší poměr morfémů na slovo.
Vztah mezi slovy a morfémy lze ilustrovat na anglickém slově „rice“, které obsahuje jediný morfém (rice), tedy jeho poměr morfémů na slovo je 1:1. Naproti tomu slovo „handshakes“ se skládá ze tří morfémů (hand, shake, -s) a má poměr morfémů na slovo 3:1. Slova v angličtině mají v průměru poměr morfémů na slovo větší než jedna.
Dalším faktem je, že jeden flektivní morfém může nést více jednotek významu. Například ruské slovo víďjat/видят '(oni) vidí' má poměr morfémů na slovo 2:1, protože se skládá ze dvou morfémů: z kořene vid-/вид-, který nese nedokonavý vid význam, a flektivního morfému -jat/-ят, který nese čtyři jednotky významu (3. osoba, množné číslo, přítomný/budoucí čas a oznamovací způsob). Jediný nedělitelný morfém -jat/-ят tak efektivně nese čtyři jednotky významu.
U jazyků, které jsou relativně více izolační, se poměr morfémů na slovo blíží k 1:1. Čistě izolační jazyk by postrádal jakoukoli viditelnou morfologii, protože žádné slovo by nemělo vnitřní strukturu tvořenou morfémy, protože by neměl vázané morfémy v podobě afixů.
Poměr morfémů na slovo je skalární hodnota, která může nabývat hodnot od nízkých (blížících se k 1:1) v blízkosti hypotetického izolačního pólu škály, po vysoké. Čím je tento poměr větší, tím méně je jazyk izolační a více syntetický.[zdroj?]